# ブリッジ・ユニット (鉄道車両)
ブリッジ・ユニット（Bridge Unit）は、1960年までアメリカ合衆国カリフォルニア州でインターアーバンを始めとする公共交通機関を運営していたキー・システム（Key system）が使用していた連接式電車の愛称。サンフランシスコ・オークランド・ベイブリッジの鉄道路線開通に合わせて導入され、自動列車制御装置を始めとした当時の最新技術が多数搭載された車両である。

## 概要
サンフランシスコ湾の湾岸地域であるサンフランシスコ・ベイエリアのうち、オークランドを始めとするイーストベイと呼ばれる区域にインターアーバンの路線網を有していたキー・システムは、1903年の開業時から湾を挟んだ対岸のサンフランシスコへ向けてフェリーを運行しており、両都市間を利用する乗客は船舶と鉄道車両の乗り換えが必要となっていた。この輸送形態が大きく変わったのは1939年、両都市を結ぶサンフランシスコ・オークランド・ベイブリッジで鉄道の運行が始まり、両都市の直通運転が行われるようになった時であった。これに備えてキー・システムが導入したのが、"ブリッジ・ユニット"と呼ばれる電車である。
2つの全鋼製車体の間に台車が設置された両運転台式の2車体連接車で、両車体の中央部には両開き扉が設置されていた。車体の長さは双方で異なり、A車に比べB車の方が1.5 m（5 ft）程長かった。車内には扉付近を除いて2 + 2列のクロスシートが配置されており、前面にも左側に座席が配置され前面展望を眺める事が出来た。後述の通り集電装置は架空電車線方式と第三軌条に対応した2種類が設置されており、そのうちA車の屋根上には菱形パンタグラフが設置されていた。
濃霧が発生しやすいベイブリッジ上で高頻度運転を行うため、安全性の向上も兼ねてキャブシグナルによる自動列車制御装置が搭載されており、運転士は運転台に設置されたコントロールライトに従い速度の調節を実施する運転方法が取られていた。万が一コントロールライトで示された速度を超過した場合、自動的に制動装置が働く構造であった。
新造車両（23両）の製造はベスレヘム・スチールとセントルイス・カー・カンパニーの2社によって行われたが、大半の車両（65両）は650形を始めとした旧型電車の台枠や台車を利用しキー・システムの車両基地で生産された機器流用車であった。そのうち1両（100）は、ブリッジ・ユニットの製造に先立って1931年に650形2両を連接車に改造した試作車を車体更新という形で編入した車両である。

## 運用

### キー・システム
ブリッジ・ユニットはサンフランシスコ・オークランド・ベイブリッジの鉄道路線の運用が開始された1939年1月15日から営業運転に投入され、それまで運行していたフェリーを置き換えた。開業当初はウェスタン・パシフィック鉄道の子会社であったサクラメント・ノーザン鉄道（Sacramento Northern Railway）や、サザン・パシフィック鉄道が運営していたインターアーバン電鉄の電車もベイブリッジを通っていたが、両社の電圧はキー・システム（直流600 V）と異なる直流1,200 V（架空電車線方式）であった事から、ベイブリッジを通る線路には架線に加えブリッジ・ユニットが使用する第三軌条が設置され、走行する際は自動的に架線 - 第三軌条間の切り替えが行われた。ただしサクラメント・ノーザン鉄道は1941年に旅客営業から撤退し、インターアーバン電鉄の運行も同年に終了したため、以降はキー・システムの"ブリッジ・ユニット"のみがベイブリッジを走る電車となった。
営業運転時は最大7両編成を組んでベイブリッジを渡り、オークランド側に到着した後は編成を分離し各方面へ向かう分割併合運転を実施していた。導入当初の塗装は屋根を含む車体上半分が銀色、下半分は橙色で、窓下には黒い帯が存在した。だが、モータリーゼーションの急速な進展に伴い経営難に陥ったキー・システムは1946年に鉄道の運営権をナショナル・シティラインに譲渡し、ブランド名も「パシフィック・シティ・ライン（Pacific City Lines）」に変更された。それに伴い1948年までに塗装が同社の標準塗装である下半分が黄色、上半分が黄緑色、屋根部が白色という「フルーツサラダ（Fruit Salad）と呼ばれるものに変更された。しかしそれ以降もベイブリッジを通る列車の利用客は減少の一途を辿り、1945年時点の年間利用客数が2,650万人であったものが1957年には520万人となった。そして、翌年の1958年をもってベイブリッジの鉄道路線は廃止され、ブリッジ・ユニットも全車営業運転を終了した。

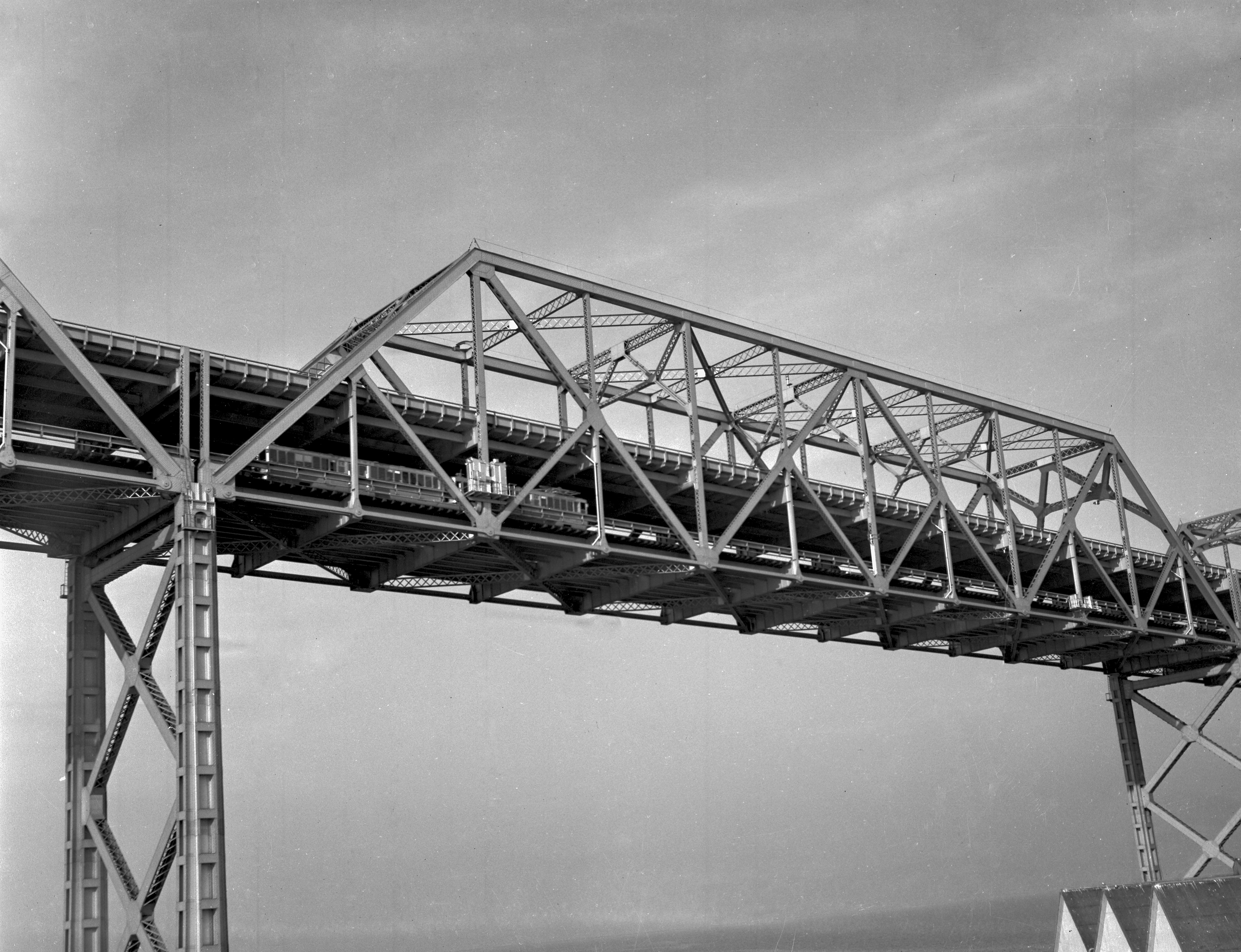
橋梁を渡る2両編成のブリッジ・ユニット
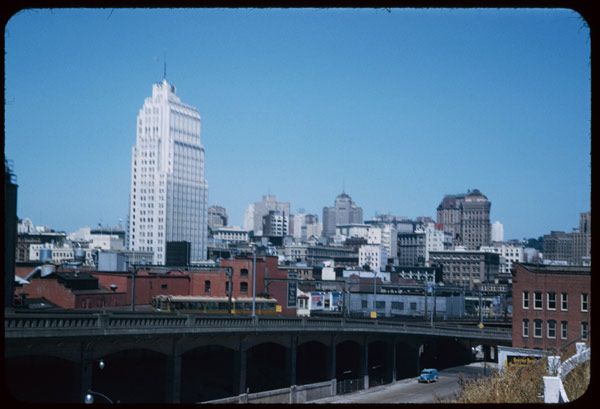
サンフランシスコ市内を走るブリッジ・ユニット （"フルーツサラダ"塗装、1953年撮影）

### ウルキサ線
アルゼンチンの標準軌（1,435 mm）路線であるウルキサ線（Línea Urquiza）は、1950年代以降ブエノスアイレス近郊の電化区間の近代化を目的に、ロサンゼルスのインターアーバンであったパシフィック電鉄の中古車両を多数導入していた。だが、1959年に導入されたPCCカー（5000形）は出力不足に加え台車がウルキサ線の線路条件に適合せず振動が多発する事態となっていた。そこで、1960年代当時ウルキサ線を運営していたアルゼンチン国鉄は、キーシステムで使用されていたブリッジ・ユニットのうち31両を代替車両として購入する事を決定した。
導入当時のウルキサ線は車庫や検車区を除き第三軌条方式で電化されていたため、屋根上の集電装置がパンタグラフからポールに取り換えられた他、キーシステム時代は付随台車だった連接部の台車にも主電動機や集電シューが追加された。また左側通行を基準としていたアルゼンチンの鉄道で運用されるため運転台は全室式に改められ、車両前方にあった座席は撤去された。車両番号についても併せて変更されている。
1962年5月から営業運転を開始し、主に2両編成で使用された。多くの車両はウルキサ線の標準塗装（上半分クリーム色、下半分赤色、窓下銀色帯）となったが、一部車両はアメリカ時代のものが維持された。1973年に更なる近代化と輸送力増加のため日本製の電車が導入されて以降はプラットホームが嵩上げされた事を受けて乗降扉にステップが追加され、翌1974年7月まで使用された。その後は全車解体されたため、ウルキサ線に譲渡された車両は現存しない。

## 保存
2020年現在、アメリカ合衆国に残存したブリッジ・ユニットのうち以下の4両が各地の博物館で保存されている。
- 167（南カリフォルニア鉄道博物館）[10]
- 182、186、187（ウエスタン鉄道博物館）[11]

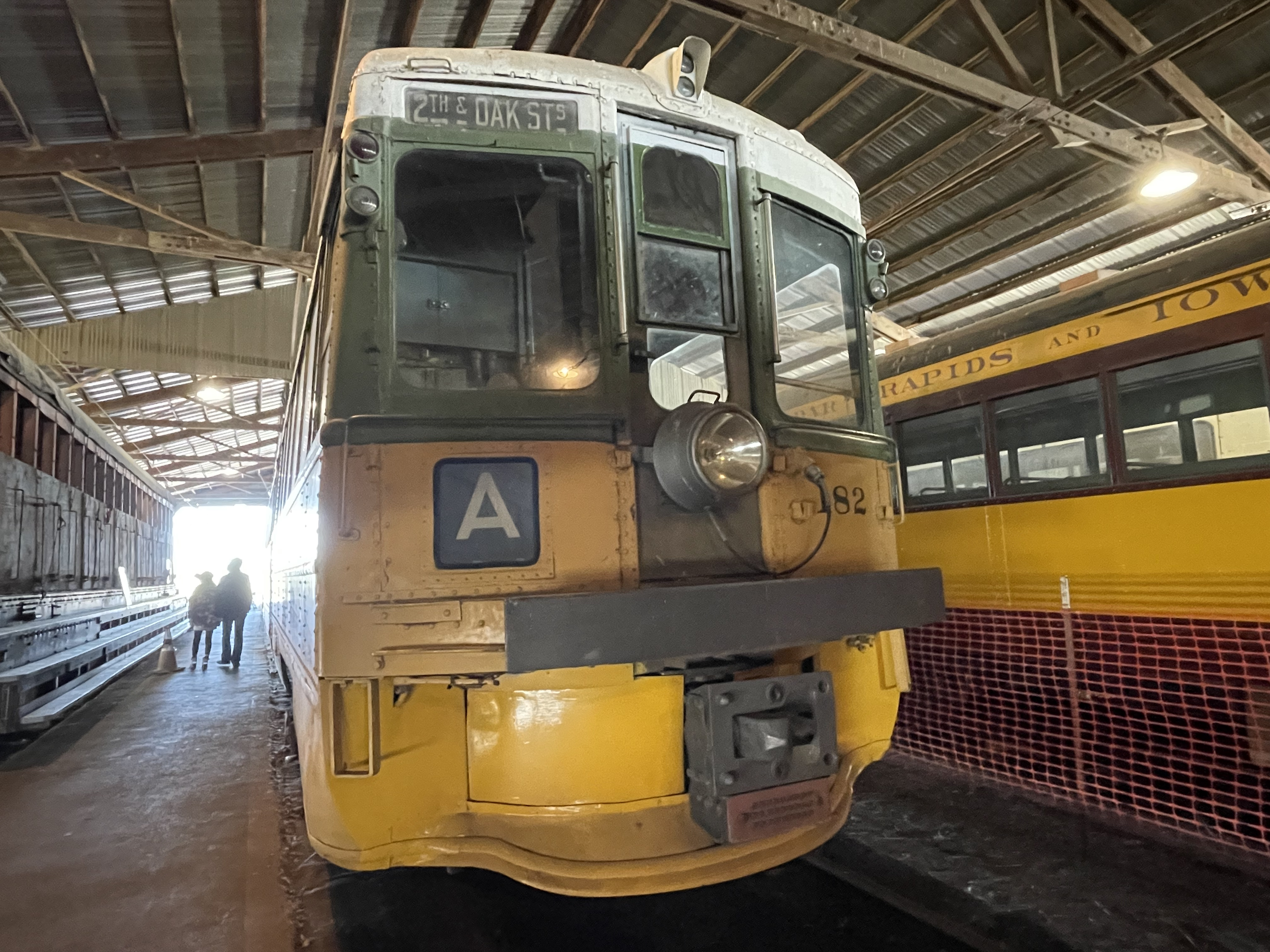
182（2023年撮影）
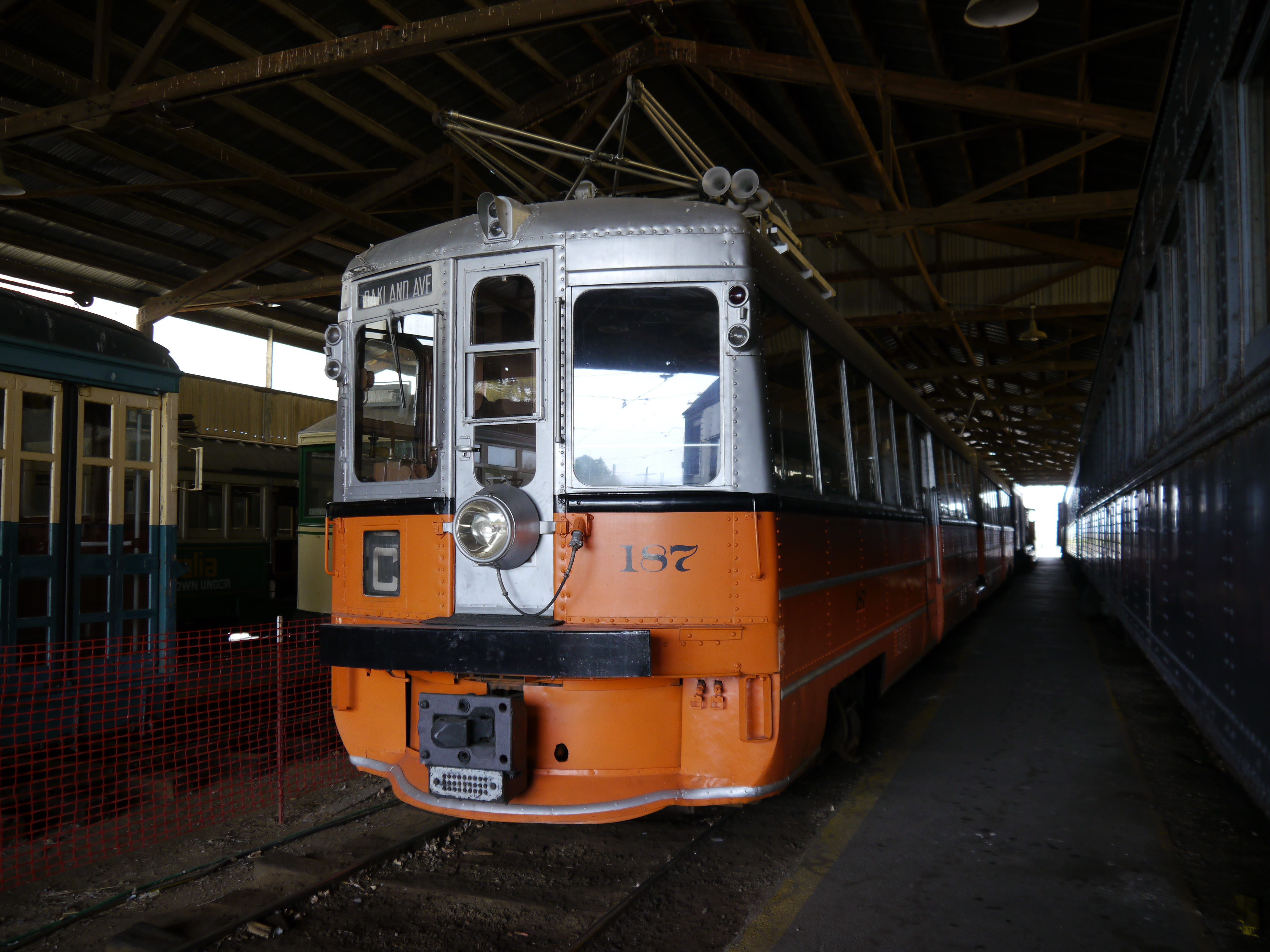
187（2012年撮影）